# Aquila heliaca

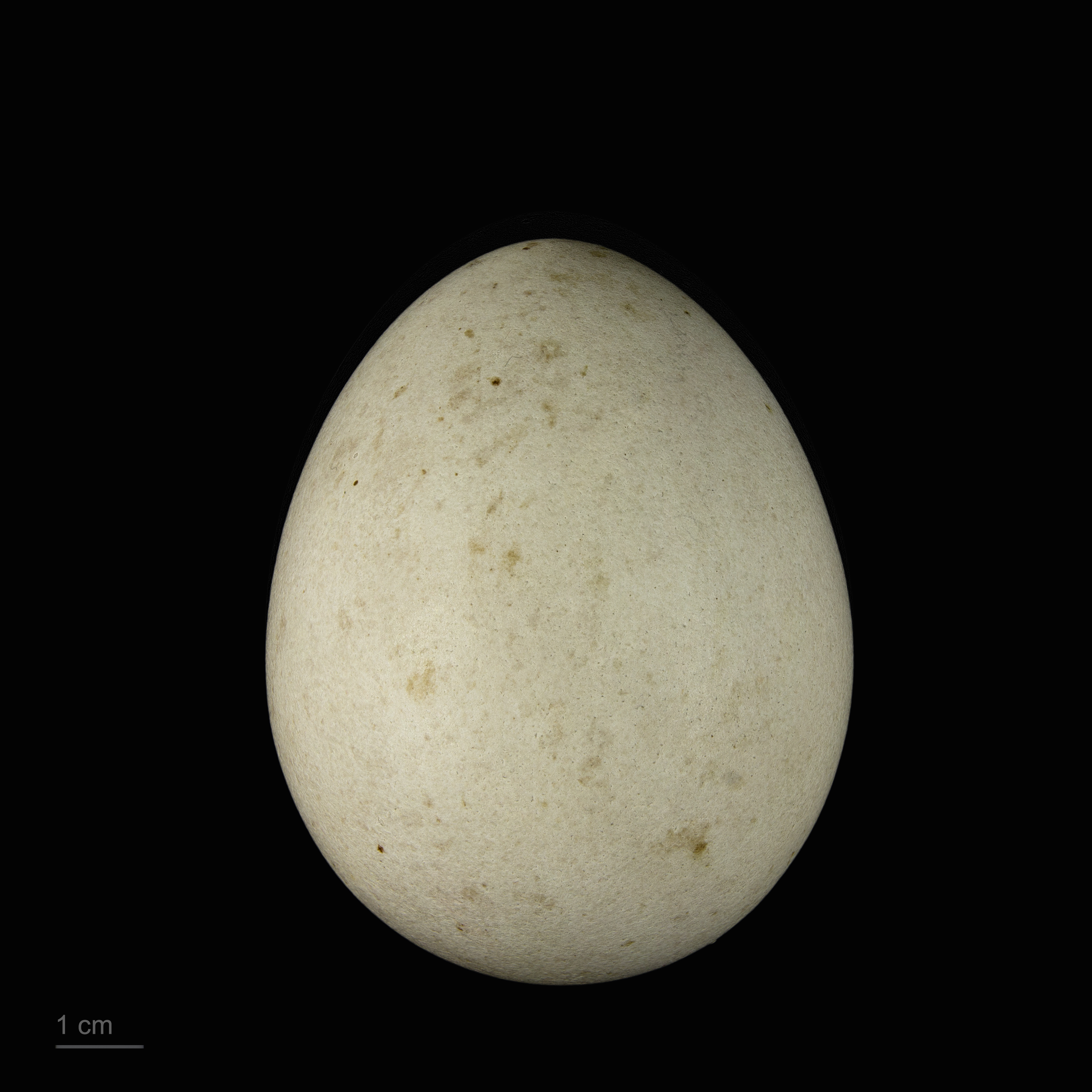
Aquila heliaca - MHNT

El águila imperial oriental (Aquila heliaca), antes llamada simplemente águila imperial, es una especie de ave accipitriforme de la familia Accipitridae distribuida por Europa del este y gran parte de Asia, de donde emigra al sureste de Asia y África oriental en invierno. Existen pequeñas poblaciones aisladas en los Alpes austriacos e italianos y en la isla de Chipre. El águila imperial ibérica de España, Portugal y parte de Marruecos, considerada una subespecie de águila imperial durante mucho tiempo, ha sido reconocida en 1996 como especie independiente (Aquila adalberti), debido a importantes diferencias genéticas. Ambas águilas difieren también en su aspecto y comportamiento habitual. Por este motivo, a esta especie se la denomina también águila imperial oriental. No se conocen subespecies.

## Descripción
El águila imperial es de aspecto y proporciones similares al águila real de Eurasia y Norteamérica, pero de tamaño un poco más modesto. Tiene una longitud de ochenta centímetros del pico a la punta de la cola y dos metros de envergadura alar. Los machos pesan poco más de 2,5 kilos, mientras que las hembras, notablemente más grandes, pueden llegar a los 4,5 kilos de peso. Aparte de las diferencias de tamaño, ambos sexos no presentan diferencias apreciables.
El plumaje es marrón oscuro en todo el cuerpo salvo en los hombros, tocados con un característico color blanco, en la punta de la cola (negra con una fina banda blanca en su extremo) y en la nuca, que es parda clara o dorada. Al igual que el águila real, las águilas imperiales son águilas calzadas, pues las patas están recubiertas de plumas en toda su superficie, salvo en los fuertes pies, de piel escamosa y grandes garras ganchudas.
En Asia Central, sus presas más habituales son los geómidos y suslik, una especie de ardilla terrestre. También caza con frecuencia otros roedores, mustélidos (algunos tan grandes como la marta), zorros y diversas aves. Las águilas imperiales viven en zonas de pradera salpicadas de árboles, sin llegar a adentrarse en bosques densos ni praderas.

## Reproducción
Las parejas son monógamas y cada año vuelven a su nido habitual. Este se ubica en las ramas de un árbol alto y es visible a gran distancia. Usan como base las propias ramas más gruesas del árbol, cubriendo los agujeros con hierba y plumas de su propio cuerpo. La puesta consta normalmente de dos huevos, aunque muy raramente puede llegar a haber en el nido 3 y hasta 4 huevos. El periodo de incubación dura 43 días, tras los cuales nacen unos polluelos blancos de los que normalmente solo el mayor y más fuerte llega a abandonar el nido, muriendo el resto antes. El pollo emprende su primer vuelo poco después de los dos meses de edad y en invierno ya emigra de forma solitaria, buscando su pareja al verano siguiente. En libertad viven 21 años, aunque en cautividad pueden llegar a los 44.

## Estado de conservación
El águila imperial es un animal vulnerable en toda su distribución y está en peligro de extinción en Europa, donde ya ha desaparecido de muchas zonas. Apenas queda una pequeña población en los Alpes del Trentino y Tirol como vestigio de su antigua extensión por todo el Imperio austrohúngaro, donde fue el emblema de la casa real de los Habsburgo. Las razones de su declive están en la persecución directa de ganaderos que la ven como un peligro para sus rebaños y la destrucción de su hábitat, que se convierte en tierras de cultivo a pasos agigantados. Su situación solo ha mejorado ligeramente desde que es un ave protegida.